# بالگردگاه ایلورسوئیت
بالگردگاه ایلورسوئیت (به انگلیسی: Illorsuit Heliport) یک فرودگاه همگانی است. این فرودگاه در کشور گرینلند قرار دارد .